# Gekko similignum
Gekko similignum là một loài thằn lằn trong họ Gekkonidae. Loài này được Smith mô tả khoa học đầu tiên năm 1923. Loài này là đặc hữu ở vùng núi thuộc đảo Hải Nam, ở cao độ đến 1.000 mét.
Theo Kluge (1993) thì G. similignum chỉ là đồng nghĩa của Gekko chinensis, nhưng Ota et al. (1995) coi G. similignum là loài tách biệt với G. chinensis.